# U.S. Route 75
Pour les articles homonymes, voir Route 75.
La U.S. Route 75 (US 75) est une US Route sud–nord parcourant 1 239 miles (1 994 km) dans le centre des États-Unis. Le terminus sud de la route est à la jonction avec l'I-30 et l'I-45 au centre-ville de Dallas, Texas. Le terminus nord de la route se trouve à la frontière canado-américaine près de Noyes, Minnesota, à un poste-frontière maintenant fermé. À partir de là, la route se prolongeait autrefois vers le nord comme Manitoba Highway 75.
La US 75 était, à l'origine, une route traversant le pays et reliant le Golfe du Mexique à Galveston, Texas jusqu'au Canada. L'entièreté du segment au sud de Dallas a été remplacé par l'I-45 et certains segments de l'ancienne US 75 sont devenus la Texas State Highway 75.

## Description du tracé
|       | mi       | km       |
| ----- | -------- | -------- |
| TX    | 75,26    | 121,13   |
| OK    | 249,42   | 401,40   |
| KS    | 228,00   | 366,85   |
| NE    | 187,54   | 301,82   |
| IA    | 80,01    | 128,76   |
| MN    | 418,77   | 674,04   |
| Total | 1 239,00 | 1 994,00 |

### Texas
La US 75 débute au centre-ville de Dallas comme prolongement de l'I-45. Elle se dirige vers le nord de la ville en multiplex avec l'I-345, une autoroute non-indiquée. En sortant de Dallas, la route passe par Plano, McKinney, Van Alstyne, Sherman et Denison. Elle atteint la frontière avec l'Oklahoma au nord de cette ville, à la Rivière Rouge. Elle traverse la rivière en multiplex avec la US 69.

### Oklahoma
La US 75 demeure en multiplex avec la US 69 de la frontière avec le Texas jusqu'à Atoka, au nord, après avoir passé par Durant. À Atoka, la US 75 se dirige vers le nord-ouest et passe par plusieurs petites communautés le long de son trajet jusqu'à Henryetta. Un peu à l'ouest de la ville, la US 75 rejoint l'I-40 / US 62 et forme un multiplex avec l'I-40 jusqu'à Henryetta et avec la US 62 jusqu'à Okmulgee, au nord d'Henryetta. La route continue vers le nord et atteint Tulsa.
Au sud de Tulsa, la US 75 rejoint l'I-244 jusqu'au centre-ville. Là, elle rejoint l'I-444 / US 64 vers l'est puis, lorsque la US 64 se détache de l'I-444 / US 75, bifurque au nord. Elle quitte la ville de Tulsa par le nord et passe par Ramona et Bartlesville avant d'atteindre la frontière avec le Kansas au nord de Copan.

### Kansas
La US 75 constitue une artère sud–nord importante au Kansas. Elle y entre à Caney et passe par Independence, Altoona et Yates Center avant de croiser l'I-35 au sud d'Olivet. Sur le segment entre l'échangeur avec l'I-35 et Melvern Lake, la US 75 est une autoroute Super-2 avec des accès contrôlés par des échangeurs à certains endroits.
Elle traverse alors Lyndon et, à l'est de Scranton, elle devient une autoroute à quatre voies. Elle n'a pas d'accès direct au Kansas Turnpike (I-335) à Topeka, mais rencontre l'I-470 tout près. Elle forme un multiplex avec celle-ci pour contourner l'ouest de la ville et rejoint l'I-70 / US 40 lorsque l'I-470 prend fin. La US 75 se détache rapidement de l'I-70 / US 40 et traverse la rivière Kansas en se dirigeant vers le nord. Elle passe par Holton, Netawaka, Fairview et Sabetha avant d'atteindre la frontière avec le Nebraska au nord de cette dernière ville.

### Nebraska
La US 75 entre au Nebraska au sud de Dawson. Elle se dirige vers le nord jusqu'à Nebraska City en passant par Auburn. Elle contourne Nebraska City et se dirige vers le nord en étant parallèle à la rivière Missouri. Elle croise la US 34 à et les deux routes forment un multiplex jusqu'à La Platte. Elle atteint ensuite Omaha et traverse la ville du sud au nord. Elle croise l'I-80 et l'I-480 et forme un multiplex avec cette dernière, dans la ville. Au moment où l'I-480 prend fin, la US 75 se poursuit vers le nord et quitte la ville. Elle passe par Blair, Tekamah, Decatur et Winnebago avant d'atteindre South Sioux City. Elle y rencontre l'I-129 et la US 20. La US 75 rejoint ces routes et traverse la rivière Missouri pour entrer en Iowa.

### Iowa
La US 75 est une artère sud–nord importante dans le coin nord-ouest de l'Iowa. Elle entre dans l'état en traversant la rivière Missouri à Sioux City, en multiplex avec l'I-129 et la US 20. Lorsque l'I-129 prend fin à la jonction avec l'I-29, la US 20 / US 75 poursuit son trajet vers l'est puis le nord, près de la ville. Lorsque le multiplex prend fin, la US 75 se dirige vers le nord en passant par Le Mars, Sioux Center et Rock Rapids jusqu'à la frontière avec le Minnesota, au nord de cette ville.

### Minnesota
Au Minnesota, la US 75 demeure très près de la frontière ouest de l'état (avec le Dakota du Sud et le Dakota du Nord). Elle passe par peu de grandes villes. La route entre au Minnesota au sud de Luverne. Elle passe ensuite par Pipestone, Canby et Breckenridge. Elle atteint alors Moorhead et constitue l'artère sud–nord principale de la ville. Au nord de Moorhead, la route tourne vers le nord-est et traverse Crookston (au sud-est de Grand Forks, Dakota du Nord), puis, bifurque vers le nord-ouest en direction de la Red River of the North. La US 75 ne traverse pas cette rivière, prenant plutôt fin comme cul-de-sac à la frontière canadienne dans la communauté non-incorporée de Noyes. Il n'est plus possible de franchir légalement le poste-frontière à Noyes depuis que celui-ci a fermé en juillet 2006. Le trafic en direction de la frontière doit plutôt emprunter le poste-frontière de Pembina, Dakota du Nord, via la MN 171 et la ND 59, puis, l'I-29). La Manitoba Highway 75 poursuivait le tracé de la US 75 du côté d'Emerson, au Manitoba. Elle a depuis été réorientée vers le poste-frontière de Pembina, comme prolongement de l'I-29.

## Intersections majeures
Texas
 I-30 / I-45 / I-345 à Dallas. L'I-345 / US 75 forment un multiplex dans la ville.
 I-635 à Dallas
 US 380 à McKinney
 US 82 à Sherman
 US 69 à Denison. Les routes forment un multiplex jusqu'à Atoka, Oklahoma.
Oklahoma
 US 70 à Durant
 US 270 à l'est de Calvin. Les routes forment un multiplex jusqu'à Horntown.
 I-40 / US 62 au nord-est de Clearview. L'I-40 / US 75 forment un multiplex jusqu'à Henryetta. La US 62 / US 75 forment un multiplex jusqu'à Okmulgee.
 US 266 à Henryetta
 I-44 à Tulsa
 I-244 à Tulsa. Les routes forment un multiplex dans la ville.
 I-444 / US 64 à Tulsa. Les routes forment un multiplex dans la ville.
 I-244 / US 412 à Tulsa
 US 60 à Bartlesville. Les routes forment un multiplex dans la ville.
Kansas
 US 166 au nord de Caney. Les routes forment un multiplex sur environ 2,7 miles (4,3 km).
 US 160 à l'ouest d'Independence. Les routes forment un multiplex jusqu'à Independence.
 US 400 au nord de Sycamore. Les routes forment un multiplex jusqu'à l'ouest de Neodesha.
 US 54 à Yates Center
 I-35 / US 50 au sud d'Olivet
 US 56 au sud de Carbondale
 I-470 à Topeka. Les routes forment un multiplex dans la ville.
 I-70 / US 40 à Topeka. Les routes forment un multiplex dans la ville.
 US 24 à Topeka
 US 36 à l'ouest de Fairview
Nebraska
 US 73 au nord de Dawson
 US 136 à Auburn
 US 34 à l'est d'Union. Les routes forment un multiplex jusqu'à La Platte.
 US 275 à Omaha
 I-80 / I-480 à Omaha. L'I-480 / US 75 forment un multiplex dans la ville.
 US 6 à Omaha.
 I-680 à Omaha
 US 30 à Blair. Les routes forment un multiplex dans la ville.
 US 77 à Winnebago. Les routes forment un multiplex jusqu'à South Sioux City.
 I-129 / US 20 à South Sioux City. L'I-129 / US 75 forment un multiplex jusqu'à Sioux City, Iowa. La US 20 / US 75 forment un multiplex jusqu'à l'est de Sioux City, Iowa.
Iowa
 I-29 à Sioux City
 US 18 à l'ouest de Hull. Les routes forment un multiplex jusqu'au nord-ouest de Hull.
Minnesota
 I-90 à Luverne
 US 14 à Lake Benton. Les routes forment un multiplex dans la ville.
 US 212 au sud de Madison
 US 12 à Ortonville
 I-94 / US 52 à Moorhead
 US 10 à Moorhead. Les routes forment un multiplex dans la ville.
 US 2 au nord de Crookston. Les routes forment un multiplex jusqu'au nord de Crookston.
 MN 171 à St. Vincent. Route vers le Canada via l'I-29.
Cul-de-sac à Noyes

## Routes auxiliaires
- US 175, route ouest-est au Texas reliant Dallas et Jacksonville.
- US 275, route ouest-sud reliant O'Neill, Nebraska à Rock Port, Missouri en passant l'Iowa.